# HMS Untiring (P59)
L'HMS Untiring (nº de gallardet: P59) va ser un submarí de classe U (segon grup) de la Royal Navy. Fins ara ha estat l'únic vaixell de la Royal Navy que ha portat el nom d'Untiring. Després de la guerra, va ser cedit a l'armada grega i rebatejat com a Xifias (Y-10). Posteriorment, va retornar a la Royal Navy recuperant el seu primer nom fins al final del seu servei.

## Carrera en temps de guerra
El submarí va debutar amb una primera missió de patrullatge el 8 de setembre de 1943 a la costa noruega, on va enfonsar el vaixell pesquer noruec Havbris I a canonades mentre pescava fletán. Posteriorment, es va dirigir cap al Golf de Biscaia per arribar finalment a Gibraltar l'octubre de 1943.
Un cop arribat a la base de Gibraltar l'Untiring va ser assignat a operar al Mediterrani, cosa que va fer fins al final de la guerra. Durant aquest temps el submarí va realitzar un total de 13 missions de patrulla, enfonsant les següents naus alemanyes: 
- els vaixells: Netztender 44/ Prudente, Jean Suzon / FP 352 i St. Antoine / FP 358
- la barcassa F296
- el dragamines auxiliar M 6022 / Enseigne
- els mercaders Diana i Siena (l'antiga Astrée francesa)
- els caçadors de submarins UJ 6075 / Clairvoyant i UJ 6078/ La Havraise

També va realitzar un seguit d'atacs contra naus alemanys on les va danyar però no enfonsar:
- el submarí alemany U-616
- el caçador de submarins UJ 6073/ Nimeth Allah
- el torpeder alemany TA18 (l'antic Solferino italià)
- el mercant alemany Burgas
- un vaixell de patrulla no identificat

## Servei grec i retorn a la Royal Navy
L'Incansable va sobreviure a la guerra i va ser cedit a l'Armada grega el juliol de 1945, on va ser rebatejada com Xifias (Y-10). Va servir a la Marina grega durant set anys acomplint tasques de patrulla i defensa costanera per tot el mar Egeu.
Posteriorment, va ser retornat a la Royal Navy el 1952, on va recuperar el seu primer nom. Va participar breument en missions de patrulla, però va passar els seus últims anys en dic sec. Finalment el 25 de juliol de 1957 el submarí va ser usat com a objectiu de pràctica en un exercici d'atac fent servir sonar de tipus ASDIC.